# Inseki Hyôgen
Inseki Hyôgen (japanisch いん石氷原 ‚Meteoriteneisfeld‘) ist ein überwiegend strukturloses Gletscherfeld im ostantarktischen Königin-Maud-Land. Es umgibt das Königin-Fabiola-Gebirge.
Japanische Wissenschaftler benannten es 1975 nach den hier seit 1969 entdeckten Meteoriten.